# Langues chibchanes
Les langues chibchanes (ou langues chibchas) sont une famille de langues amérindiennes parlées en Amérique centrale et en Amérique du Sud, notamment en Colombie. 

## Classification
Le linguiste costaricain Adolfo Constenla Umaña (en) propose une typologie des langues chibchanes en quatre branches. Du nord au sud, ce sont :
- le paya, parlé dans le Honduras, constitue une branche à lui seul ;
- les langues votiques, parlées au Nicaragua et au Costa Rica :
  - le maléku ;
  - le rama ;
- les langues isthmiques, parlées au Costa Rica, au Panama et en Colombie :
  - le boruca
  - le bribri
  - le bugle
  - le cabécar
  - le dorasque (en) †
  - le guaymí
  - le kuna
  - le teribe
- les langues magdaléniques, parlées en Colombie et au Venezuela :
  - l'arhuaco
  - le barí
  - le damana
  - le duit †
  - le kankuí †
  - le kogui
  - le muisca †
  - le u'wa